# Robert Griesemer
Robert Griesemer (1964) es un científico informático suizo. Conocido por su trabajo en el lenguaje de programación Go Antes de Go, trabajó en el motor JavaScript V8 de Google, el lenguaje Sawzall, la máquina virtual Java HotSpot y el sistema Strongtalk.   

## Biografía
Robert Griesemer estudió en la ETH de Zúrich, donde realizó su doctorado bajo la supervisión de Hanspeter Mössenböck y Niklaus Wirth sobre el tema de un lenguaje de programación para ordenadores vectoriales. Trabaja en Google. 

## Artículos
- Robert Griesemer, Srdjan Mitrovic, A Compiler for the Java HotSpot Virtual Machine, The School of Niklaus Wirth (2000), pp. 133–152
- Tushar Deepak Chandra, Robert Griesemer, Joshua Redstone, Paxos Made Live - An Engineering Perspective (2006 Invited Talk), Proceedings of the 26th Annual ACM Symposium on Principles of Distributed Computing, ACM press (2007)

## Patentes
- Interpreting functions utilizing a hybrid of virtual and native machine instructions
- Method and apparatus for dynamically optimizing byte-coded programs
- Apparatus and method for uniformly performing comparison operations on long word operands[5]